# 선모
선모(pilus; 복수 pili)는 많은 세균의 표면에서 발견되는 털같이 생긴 구조물이다. 유전 물질 교환 행위인 접합(conjugation)에 사용하는 접합 선모(conjugative pili)는 성 선모(sex pili)라고 부르기도 한다. 성 선모를 통한 유전자 교환은 무성생식의 일종이기는 하지만, 유전적 다양성 확보라는 결과를 낳는다는 점에서 유성생식과 비슷한 특성을 보여준다.

## 같이 보기
- 접합(conjugation)
- 형질전환(transformation)
- 형질도입(transduction)
- 형질주입(transfection)